# Леванидов, Иван Степанович
Иван Степанович Леванидов (1843—1906) — городской голова Ростова-на-Дону, почётный гражданин города Ростова-на-Дону, промышленник, меценат.

## Биография
Родился 23 августа 1843 года в деревне Паденьга Шенкурского уезда Архангельской губернии в крестьянской семье.
После отмены в России крепостного права уехал в Ростов-на-Дону, где сначала работал конторщиком на чугунно-литейном заводе. Затем прошёл юридическое обучение в Санкт-Петербурге и был назначен на должность нотариуса Таганрогского окружного суда, записан в купеческое сословие по второй гильдии. Вслед за Леванидовым на Дон уехала значительная часть его земляков.

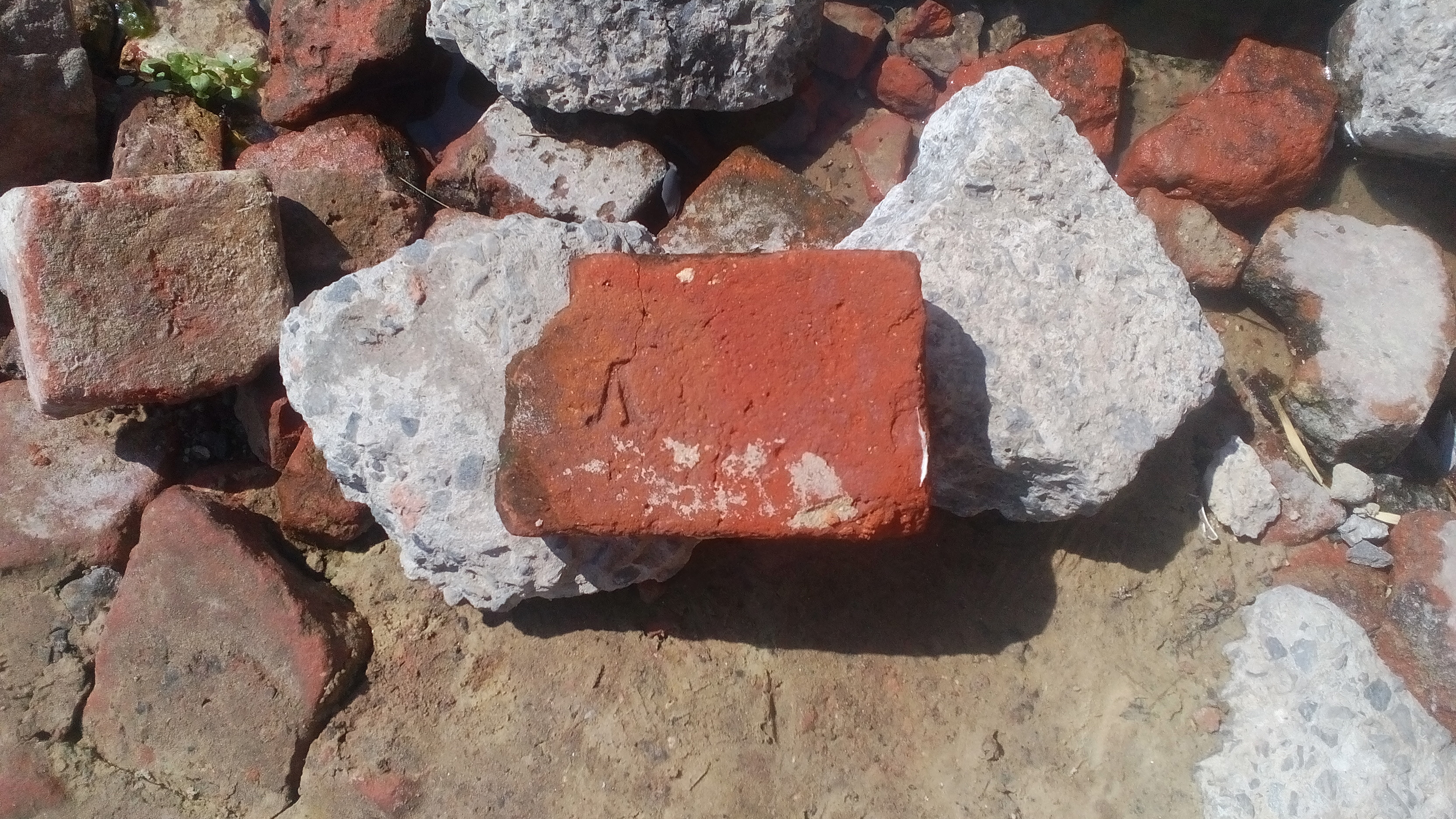
Кирпич с Парамоновских складов с клеймом завода Леванидовых

И. С. Леванидов, скопив необходимый капитал, основал в Ростове-на-Дону на пустынном левом берегу реки Темерника кирпичный завод, стал судовладельцем, обзавёлся жилым и доходным домами, породнился с известными купеческими семьями Пилипенко и Максимовых. Он был также одним из первых нотариусов в Ростове-на-Дону: приобрел значительную клиентуру; ему доверяли не только как нотариусу, но и как советчику по делам гражданским и торговым — его слово стало авторитетным. В 1871 году его избрали гласным городской думы Ростова-на-Дону, и он исполнял эту должность до самой своей смерти. 6 февраля 1872 года Леванидов сочетался браком с Татьяной Семёновной Пилипенко, дочерью ростовского купца.
Скончался 24 августа 1906 года. Завещал свои книги Ростовской публичной библиотеке, 100 000 рублей и два каменных дома для городских училищ, которым просил присвоить имена «жертвователя и его супруги».
Интересно, что на свои средства Иван Степанович выстроил в родной деревне новый трёхпрестольный храм, вместо старой ветхой церкви.

### Работа в городской думе
В 1881 году избран в городскую думу Ростова-на-Дону и работал в ней до конца жизни. В течение нескольких четырёхлетних сроков он стоял во главе городской финансовой комиссии. В октябре 1889 года был избран городским головой и находился в этой должности по май 1892 года. Леванидов некоторое время представлял думу в особом по городским делам присутствии при войсковом наказном атамане Войска Донского.
Занимался благотворительностью. Ростовская городская больница была построена в годы его правления — он сам пожертвовал из своих средств 15 000 рублей и привлек к пожертвованиям местное купечество, банки, домовладельцев. Принимал также участие также в церковном строительстве, сооружении крытых рынков в Ростове-на-Дону. В 1894 году благодаря его хлопотам в городе был создан речной комитет, единственное в России общественное учреждение, ведающее благоустройством реки и судоходством. Один из основателей и председатель правления купеческого банка, владелец кирпичного завода и крупный судовладелец. Занимался благотворительностью: был почётным членом попечительства детских приютов, председателем правления Отделения спасания на водах, членом совета Общества для борьбы с проказой и председателем совета попечительства Дома трудолюбия им. П. Р. Максимова, а также почётным попечителем реального, коммерческого и мореходного училищ города, принимал деятельное участие в работе и благоустройстве этих учебных заведений.

## Заслуги
- Удостоен звания потомственного почётного гражданина.
- Награждён орденами Святой Анны III и II степени, Святого Станислава II степени, Святого Владимира IV степени[6].
- Получил благословение Святейшего Синода за благотворительную деятельность и ряд благодарностей императриц Марии Фёдоровны и Александры Фёдоровны[5].
- Именем «Иван Леванидов» названо судно землечерпательница-рефулер, принадлежащее Донскому речному комитету[7].